# Al-Farisi
Kamal al-Din Abul Hasan Muhammad Al-Farisi (1260-1320) fue un destacado matemático y físico persa.
Sus contribuciones a la matemáticas son en óptica y teoría de números.
Nació en Tabriz (Irán).
Al-Farisi fue discípulo del gran astrónomo y matemático Qutb al-Din al-Shirazi.
Su trabajo sobre la óptica fue incitado por una pregunta sobre la refracción de la luz. Al-Shirazi le aconsejó que revisara el trabajo de óptica de Al-Hazen, y al hacer un estudio tan profundo de este tratado, Al-Shirazi sugirió que él escribiera una revisión del trabajo que vino a llamarse el Tanqih.
Al-Farisi hizo un número de contribuciones importantes a la teoría de números. Su teoría más impresionante de su trabajo es sobre números amigos. En el libro Tadhkira al-ahbab fi bayan al-tahabb (memorándum para la prueba de amigabilidad) introdujo un acercamiento importante a un área entera de la teoría del números, introduciendo ideas referentes la factorización y a métodos combinatorios. De hecho el acercamiento del al-Farisi se basa en la factorización única de un número entero en energías de números primos.
- Datos: Q426523
- Multimedia: Kamāl al-Dīn al-Fārisī / Q426523